# Alhard von Drach
Carl Alhard von Drach (* 23. Juni 1839 in Hanau; † 30. April 1915 in Kassel) war ein deutscher Mathematiker, Hochschullehrer und Denkmalpfleger.

## Leben
Alhard von Drach entstammte einer hessischen Adels- und Offiziersfamilie. Sein Vater war Christian August von Drach, Hauptmann im 3. Kurhessischen Infanterieregiment in Hanau, seine Mutter Katharina Karolina, geb. Luja. Sein Studium der Mathematik an der Universität Marburg schloss er 1861 mit einer Dissertation „Vom Tangentenkegel der Oberflächen zweiter Ordnung“ ab, 1864 habilitierte er sich hier mit einer Arbeit „Über innere und äussere Polaren der Curven dritter Ordnung“, 1872 wurde er zum außerordentlichen Professor der Mathematik berufen. In den Jahren 1892 bis 1893 folgten kunsthistorische Studien an der Universität Berlin, im Anschluss daran begründete er den Lehrstuhl für Kunstgeschichte an der Universität Marburg, an dem er das Fach Mittlere und Neuere Kunstgeschichte unterrichtete. Von 1899 bis 1909 leitete er zudem vertretungsweise die Sammlung für neuere Kunstgeschichte. Sein wissenschaftliches Interesse galt vornehmlich dem Kunstgewerbe der Renaissance, darunter dem Werk von Antonius Eisenhoit.
Am 10. Februar 1902 wurde Alhard von Drach als Nachfolger von Ludwig Bickell zum Konservator der Denkmäler im Regierungsbezirk Kassel ernannt, 1908 erfolgte seine Ernennung zum Geheimen Regierungsrat. Für das 1901 durch Ludwig Bickell begründete Inventar der „Bau- und Kunstdenkmäler im Regierungsbezirk Cassel“ verfasste er den Band „Kreis Fritzlar“ (1909).
1909 ließ er sich von seinen Verpflichtungen an der Universität Marburg entbinden, am 1. Oktober 1913 legte er auch sein Amt als Bezirkskonservator nieder. Sein Nachfolger in dieser Funktion wurde Alois Holtmeyer.

## Schriften (Auswahl)
- Vom Tangentenkegel der Oberflächen zweiter Ordnung. Johann August Koch, Marburg 1861 (Digitalisat)
- Ueber innere und äussere Polaren der Curven dritter Ordnung. Johann August Koch, Marburg 1864.
- Einleitung in die Theorie der cubischen Kegelschnitte (Raumcurven dritter Ordnung). Teubner, Leipzig 1867; Neuauflage Kessinger Publishing, 2010 (Digitalisat)
- Ältere Silberarbeiten in den Königlichen Sammlungen zu Cassel: mit urkundlichen Nachrichten und einem Anhang: Der Hessen-Casselsche Silberschatz zu Anfang des Siebenzehnten Jahrhunderts und seine späteren Schicksale. Elwert’sche Verlagshandlung, Marburg 1888.
- Ein Prachtpokal von 1571 im Schloß zu Dessau. Beitrag zur Kunst- und Sittengeschichte des 16. Jahrhunderts. Elwert’sche Verlagshandlung, Marburg 1890.
- Die zu Marburg im mathematisch-physikalischen Institut befindliche Globusuhr Wilhelms IV von Hessen als Kunstwerk und astronomisches Instrument. Elwert’sche Verlagshandlung, Marburg 1894.
- Das Hütten-Geheimniß vom gerechten Steinmetzen-Grund in seiner Entwicklung und Bedeutung für die Kirchliche Baukunst des Deutschen Mittelalters dargelegt durch Triangulatur. Studien an Denkmälern aus Hessen und den Nachbargebieten. Elwert’sche Verlagshandlung, Marburg 1897.
- Die Bildnisse Philipps des Großmütigen Festschrift zur Feier seines 400. Geburtstages (13. November 1904). (Veröffentlichungen der Historischen Kommission für Hessen und Waldeck, Bd. 4). Elwert’sche Verlagshandlung, Marburg 1905.
- Die Bau- und Kunstdenkmäler im Regierungsbezirk Cassel. Bd. 2: Kreis Fritzlar, Elwert’sche Verlagshandlung, Marburg 1909.